# Maupiti
Maupiti is een van de meest westelijk gelegen eilanden van de Genootschapseilanden. Deze behoren tot Frans-Polynesië. Er wonen ongeveer 1000 mensen
Het vulkanische eiland is ongeveer 13 km². Het wordt gevormd door een dode vulkaan (het hoofdeiland) die geheel omgeven wordt door lagune. Deze wordt weer omringd door een sliert koraaleilanden die op hun beurt weer worden omgeven door een rif. Het hoogste punt is Mont Teurafaatui (380 meter). Vanaf deze plek is het atol Bora Bora te zien. De hoofdstad is het dorp Vaiea. Er is een veerpont die het hoofdeiland verbindt met het eiland Motu Tuanai, waarop het vliegveld ligt. Er is een smalle doorgang in het rif waardoor schepen de lagune kunnen bereiken.
Het eiland heeft geen hotels en is ook nauwelijks ingespeeld op toerisme. Wel zijn er enkele pensions. Drie keer per week gaat er een vlucht van Air Tahiti naar Tahiti.
De economie is sterk afhankelijk van de noniproductie.

## Geschiedenis
Archeologische vondsten wijzen uit dat het eiland al bewoond werd in het jaar 850. Op het eiland zijn 16 graven gevonden van rond die tijd. Dit zijn de oudste vondsten uit de Genootschapseilanden.
In 1722 werd het ontdekt door de Nederlander Jacob Roggeveen.
Bovenwindse Eilanden:
Maiao ·
Mehetia ·
Moorea ·
Tahiti ·
Tetiaroa
Benedenwindse Eilanden:
Bora Bora ·
Huahine ·
Manuae ·
Maupihaa ·
Maupiti ·
Motu One ·
Raiatea ·
Tahaa ·
Tupai